# Cristianesimo in Pakistan

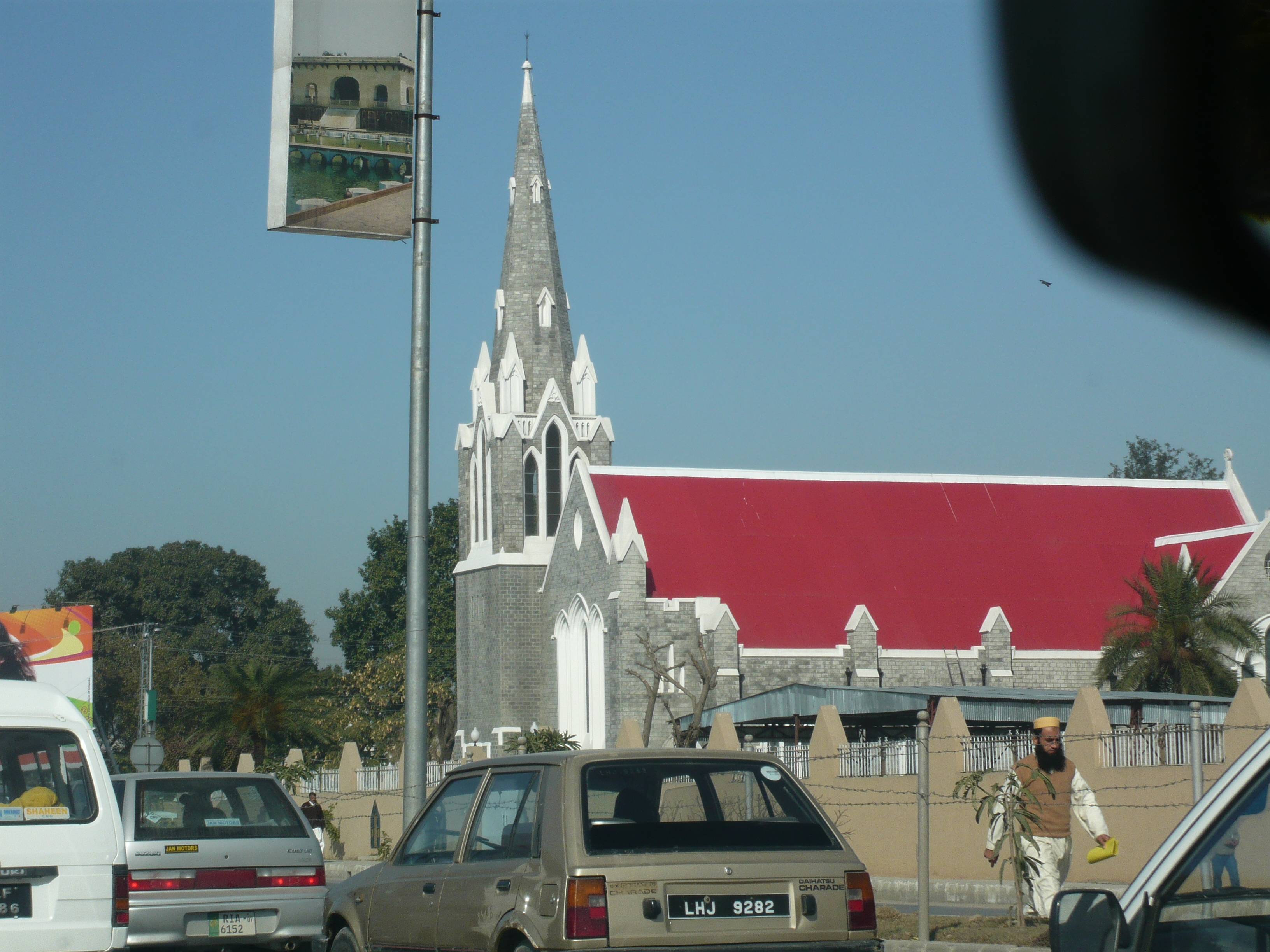
Chiesa cristiana a Rawalpindi.

Il Cristianesimo costituisce la più grande minoranza religiosa in Pakistan. Il numero totale dei cristiani pakistani secondo il censimento del 1998 è di 2.092.902 pari all'1,58% dell'intera popolazione; di questi, circa la metà seguono il cattolicesimo e per il resto il protestantesimo. Esistono però anche due missioni ortodosse in seno alla Chiesa Ortodossa Russa. Tra i personaggi conosciuti sono cristiani il giornalista della BBC Martin Bashir, il vescovo anglicano Michael Nazir-Ali e il musicista pakistano-statunitense Roger David, noto sotto il nome d'arte di Bohemia (musicista), i politici e fratelli Paul Bhatti e Shahbaz Bhatti e Aasiyah Naurīn Bibi. Lo stato con il maggior numero di cristiani è lo stato del Punjab.

## Statistiche per provincia
| Provincia                                | Cristiani (Censimento 1998) | Cristiani (Censimento 1998) |
| ---------------------------------------- | --------------------------- | --------------------------- |
| Khyber Pakhtunkhwa                       | 0.21%                       | 36.668                      |
| Aree Tribali di Amministrazione Federale | 0.07%                       | 2.306                       |
| Punjab                                   | 2.31%                       | 1.699.843                   |
| Sindh                                    | 0.97%                       | 294.885                     |
| Belucistan                               | 0.40%                       | 26.462                      |
| Territorio della capitale Islamabad      | 4.07%                       | 32.738                      |

## Questioni comunitarie
Negli anni '90 del XX secolo alcuni cristiani sono stati arrestati con l'accusa di blasfemia e per aver protestato in un modo che è apparso come un insulto all'Islam. Il vescovo cattolico di Faisalabad John Joseph si è suicidato nel 1998 in segno di protesta contro l'esecuzione capitale di un cristiano accusato di blasfemia.

### Discriminazioni costituzionali
I cristiani, assieme ad altre minoranze non musulmane, sono discriminati nella carta costituzionale pakistana. I non-musulmani vengono esclusi dalla possibilità di diventare presidente o primo ministro dello stato; sono inoltre esclusi dall'esser giudici della corte federale, che ha il potere di cancellare qualunque legge ritenuta non conforme ai precetti islamici.

### Conflitti
A tutt'oggi i cristiani sono nel mirino dei "Tehrik-i-Taliban Pakistan (TTP, i talebani pakistani)" in ampie zone del paese.